# Țarîceanka
Țarîceanka (în ucraineană Царичанка) este așezarea de tip urban de reședință a raionului Țarîceanka din regiunea Dnipropetrovsk, Ucraina.  În secolul al XIX-lea, satul făcea parte din volostul Țarîceanka, uezdul Kobeleakî. În afara localității principale, mai cuprinde și satele Drahivka, Dubove, Kalînivka, Lîskivka, Pîlîpivka, Seleanivka, Tarasivka și Turove.

## Demografie
Componența lingvistică a așezării de tip urban Țarîceanka
     Ucraineană (94,64%)
     Rusă (4,9%)
     Alte limbi (0,16%)
Conform recensământului din 2001, majoritatea populației așezării de tip urban Țarîceanka era vorbitoare de ucraineană (94,64%), existând în minoritate și vorbitori de rusă (4,9%).